# Sandrine Salerno
Sandrine Salerno (Genève, 1971) is een Zwitsers politica van de Sociaaldemocratische Partij. Ze was tweemaal burgemeester van Genève, tussen 1 juni 2010 en 31 mei 2011 en tussen 1 juni 2013 en 31 mei 2014.